# Куфлев
Куфлев (пол. Kuflew) — село в Польщі, у гміні Мрози Мінського повіту Мазовецького воєводства.
Населення — 152 особи (2011).
У 1975—1998 роках село належало до Седлецького воєводства.

## Демографія
Демографічна структура станом на 31 березня 2011 року:
|          | Загалом | Допрацездатний вік | Працездатний вік | Постпрацездатний вік |
| -------- | ------- | ------------------ | ---------------- | -------------------- |
| Чоловіки | 79      | 12                 | 56               | 11                   |
| Жінки    | 73      | 15                 | 42               | 16                   |
| Разом    | 152     | 27                 | 98               | 27                   |